# Premana
Premana (Promàne in dialetto locale) è un comune italiano di 2 154 abitanti della provincia di Lecco in Lombardia. Il paese è legato alla tradizione della lavorazione del ferro ed è sede del Distretto delle forbici e degli articoli da taglio di Premana.

## Geografia fisica

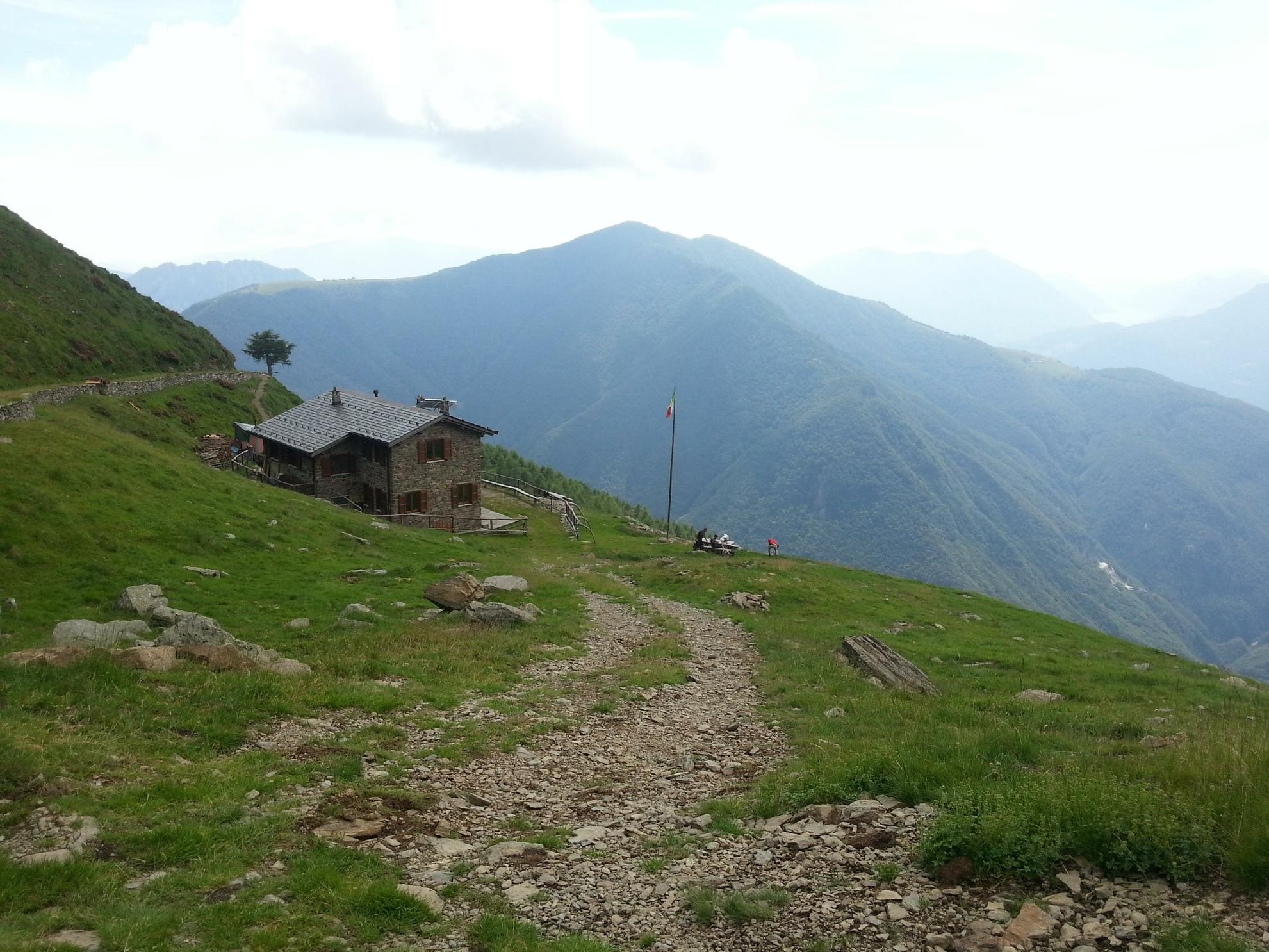
Il Rifugio Griera, sullo sfondo del Monte Croce di Muggio

### Territorio
Premana è situato in Valvarrone sulle pendici dei monti Legnone (2.610 m) e Pizzo Alto (2.518 m) nelle Alpi Orobiche tra la Valsassina e la Valtellina.

## Storia

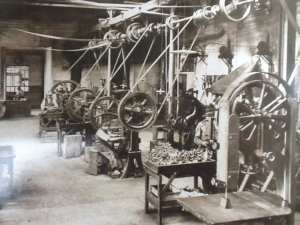
Foto storica di lavorazione delle forbici a Premana

Raccontando la storia di Premana bisogna premettere che una serie di indizi significativi permettono di reputare che il sito attuale di Premana non corrisponda al luogo o i luoghi ove sostarono stabilmente i primi abitatori di questi luoghi.
La tradizione locale tramandata da lungo tempo vuole l’antico abitato più a monte, in direzione della Val Fraina, nell’area denominata "el Piazz". Qui effettivamente si rilevano ruderi di costruzioni antichissime, visibili i resti di un edificio dalle notevoli proporzioni. I vecchi alpigiani della Rasga ricordano la Piazze de la Gergiöle Vége, cioè il posto dove sorgeva l’antico luogo di culto.
Il borgo di Premana nel posto in cui si presenta oggi nacque sul finire del terzo secolo dopo Cristo come avamposto romano con funzione di "borgo baluardo". È il periodo in cui cominciava il crepuscolo dell’impero romano e si preannunciavano le invasioni da nord, ci fu quindi la necessità di istituire e rafforzare la difesa della rete viaria locale.
L'agglomerato doveva bloccare l'eventuale calata di nemici dalla Valle del Bitto attraverso il Passo di Trona ed impedire che questi dilagassero verso Dervio e la Valsassina.
Il paese si sviluppò su un'altura, le case addossate le une alle altre "a cortina continua", formando una cinta perimetrale del borgo con espliciti caratteri difensivi, i sotto passi a voltoni chiusi da portali in legno costituirono le porte di accesso all’abitato. Nelle case presso le porte, una finestra tagliata obliquamente nel muro permetteva di controllare l’esterno della porta.
La difesa venne rinforzata da torri angolari, resiste parziale memoria di due di esse e dai sovrappassi, tipici della struttura difensiva di Premana. Questi passaggi permettevano di attraversare il paese stando al coperto e correvano al primo piano sopra il dedalo di stretti vicoli collegando case di due opposti isolati, oppure ricavati nei muri perimetrali in caso di abitazioni adiacenti. Essi dovevano facilitare la ritirata dei borghigiani. Il progetto di borgo fortificato presupponeva, a conclusione del sistema difensivo, che a monte esistesse l'estremo riparo. Questo estremo riparo è l'area occupata oggi dalla chiesa parrocchiale di San Dionigi. In posizione distaccata rispetto al nucleo storico, con particolari requisiti di panoramicità, con un giro di orizzonte ben più vasto rispetto alla posizione di chi osservi dal centro storico, e lo era ancor di più prima che venisse circondata dall'espandersi del paese nel ventesimo secolo.
L’attuale campanile era l'antica torre di avvistamento dove ancora oggi si può notare la "finestra balestrera".
La torre rappresentava l'ultimo ricovero per gli abitanti una volta che il borgo fosse caduto in mano agli attaccanti.
Una visita del borgo antico di Premana permette ancora oggi di leggere chiaramente la sua storia.
Premana, con il passare del tempo, divenne un importante centro estrattivo-siderurgico del Ducato di Milano  e, per via di molteplici fattori, iniziò ad intrattenere rapporti sempre più stretti anche con la Serenissima.
Durante la seconda guerra mondiale Premana e il suo territorio divennero il principale luogo di stanza per i ribelli in tutto il lecchese. La geografia impervia faceva della Valvarrone una plaga lontana dalle vie di comunicazione. Premana divenne fin dall'inizio e rimase sempre per tutti questi gruppi base logistica di primo piano grazie anche alla collaborazione a aiuto degli abitanti locali. Il passo di Trona fu base di riferimento per la guerriglia e numerosi altri luoghi in territorio premanese furono sedi di bande partigiane, tra cui alpe Barconcelli.

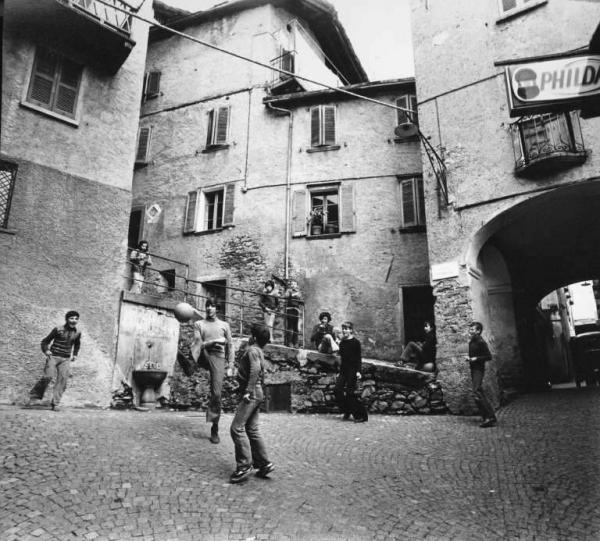
Premana 1976, bambini giocano in piazza del consiglio

### Simboli
Lo stemma del Comune di Premana è stato concesso con decreto del presidente della Repubblica dell'8 settembre 1965.
La pala e il piccone con una lanterna da minatore accesa, simboleggiano l'importanza delle attività minerarie per la nascita e lo sviluppo del paese.
Il gonfalone è un drappo partito di bianco e di azzurro.

## Monumenti e luoghi d'interesse

### Il centro storico
Il centro storico di Premana, che nel corso del tempo ha mantenuto un impianto urbanistico medievale, è caratterizzato da stradine strette (Strècc in premanese), spesso coperte da portici, interrotte da piccole piazze, ognuna delle quali, un tempo, era adibita a particolari funzioni.
Al 1759 risalgono invece le ex-fucine Bellati, odierne testimoni del rapporto pluricentenario intrattenuto tra premana e la lavorazione del ferro.

#### Piazza del Consiglio –Ol Conscèi
Qui era solito riunirsi il consiglio dei capifamiglia. La piazza è in pendenza proprio per ricreare l’effetto di un anfiteatro e rendere l’oratore visibile a tutta la platea.
È un luogo di incontro e di riti, in cui transita la processione del Corpus Domini e fa sosta la Cavalcata dei Tre Re per il tradizionale canto: grazie all’acustica del luogo, quella della Piazza del Consiglio è una delle tappe più affascinanti della processione.

### Architetture religiose

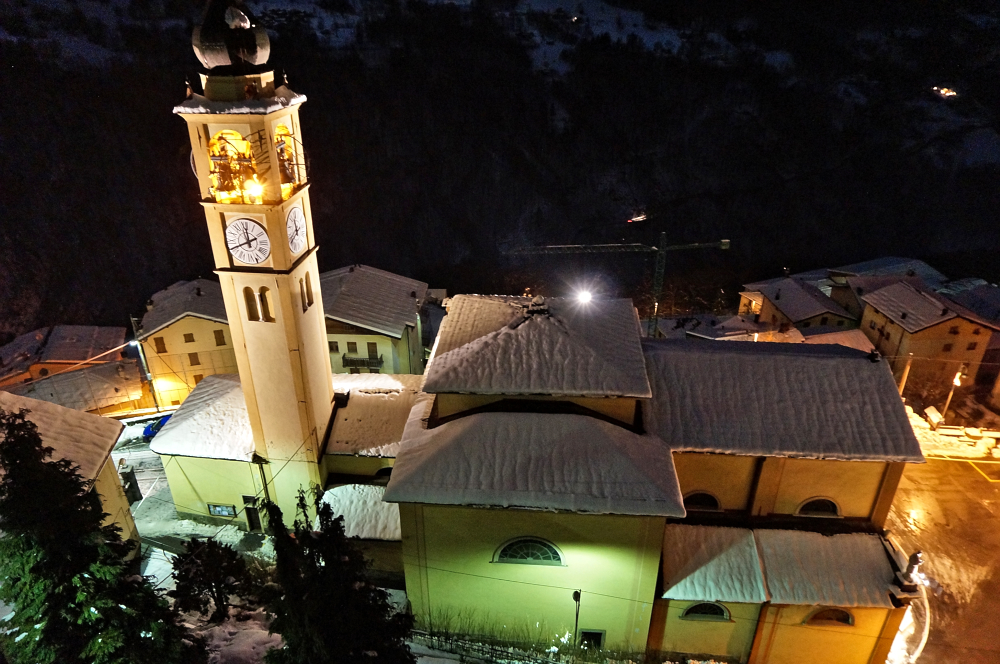
Chiesa di San Dionigi innevata a Premana

Il principale edificio religioso di Premana è la parrocchiale di San Dionigi. Sul territorio si trovano anche l'oratorio della Madonna Immacolata e quello dedicato a sant'Antonio abate.

#### Oratorio della Madonna Immacolata
Costruito durante il tardo medioevo, l'oratorio, che internamente conserva numerose tele, fu sede di una locale confraternita dei Disciplini. Tra i dipinti conservati nella chiesetta, le raffigurazioni di quattro dei Dottori della Chiesa: Sant'Ambrogio, San Gerolamo, San Gregorio Magno'" e San Tommaso d'Aquino.

## Società

### Evoluzione demografica
- 817 nel 1722
- 761 nel 1771
- 894 nel 1805
- 1 584 dopo annessione di Casargo e Pagnona nel 1809
- 1 060 nel 1853

Abitanti censiti

## Cultura

### Musei
- Museo etnografico di Premana[15]

## Sport

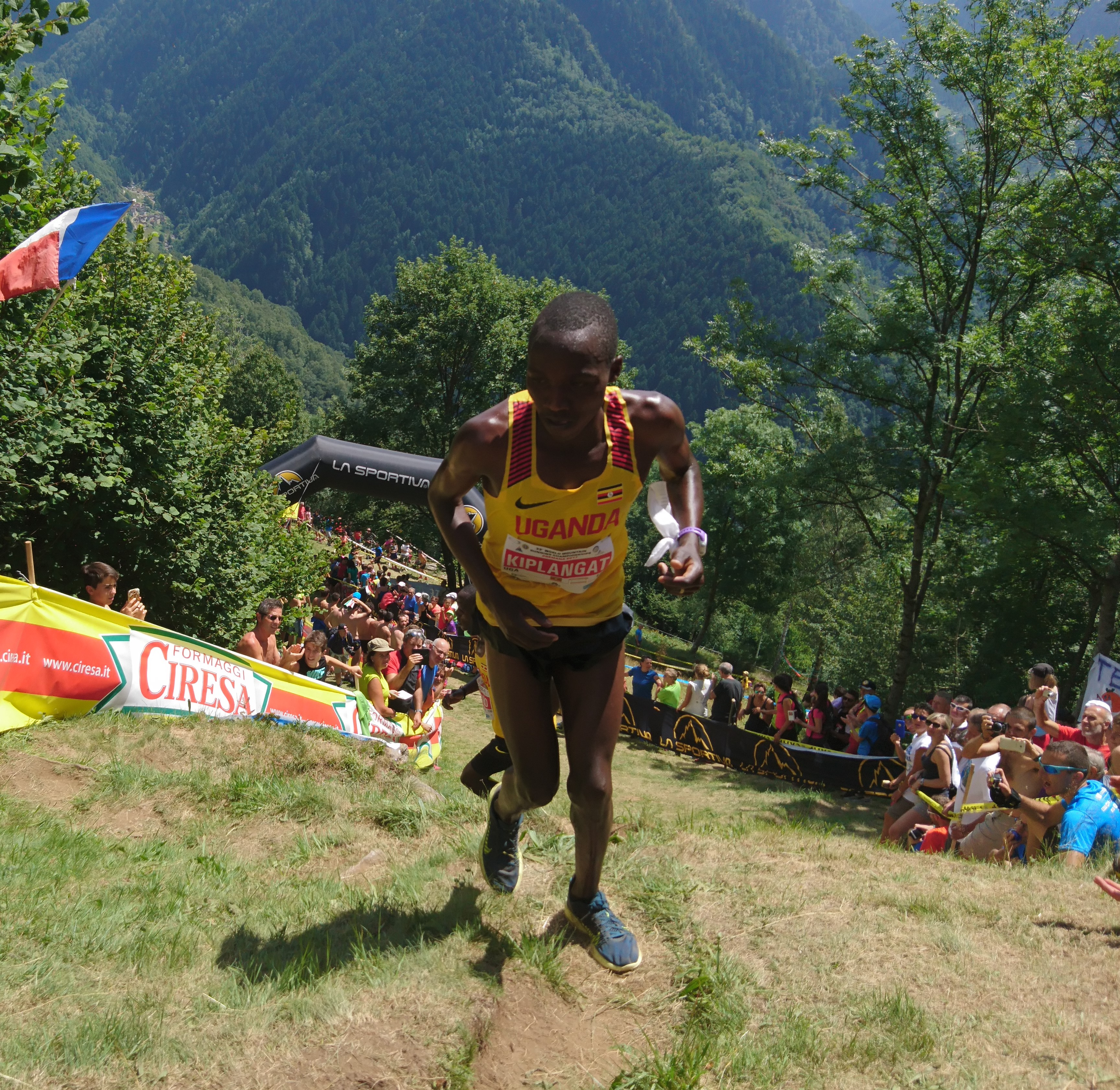
Atleta in competizione per il Giir Di Mont a Premana

Il Giir di Mont è l'evento sportivo più conosciuto di Premana, nato come sfida su un percorso che unisce i 12 alpeggi del territorio (in dialetto giir di mont significa "giro degli alpeggi"), nel panorama della corsa in montagna (Skyrunning). Il percorso si svolge su 32 kilometri e 2400 metri di dislivello. Dal 2019 l'evento viene trasmesso dai canali Sky Italia.

## Economia
A Premana è stata fondata e ha ancora la sua sede la CAMP che produce materiali per gli sport di montagna, arrampicata, alpinismo, escursionismo, speleologia, e per la sicurezza sul lavoro. CAMP è l'acronimo di "Costruzione Articoli Montagna Premana".
Inoltre nel 1864 a Premana è stata fondata ed ha ancora sede la Sanelli, storica azienda locale che ancora oggi produce coltelli professionali e da cucina.